# Opopaea bandina
Opopaea bandina är en spindelart som beskrevs av Arthur M. Chickering 1969. Opopaea bandina ingår i släktet Opopaea och familjen dansspindlar. Inga underarter finns listade i Catalogue of Life.